# Lifull FinTech
Lifull FinTech（英: Lifull FinTech Co., Ltd.）は、かつて存在した保険相談予約サイトおよび保険商品比較サイトの企画・運営を行う企業である。

## 概要
2015年にネクスト（現・LIFULL）より事業分割にて設立。保険、住宅ローン、クレジットカード決済サービスなどの金融関連サービスを提供。

## 事業内容
- 保険相談予約サービス事業
- 保険商品比較サービス事業
- その他事業

## 沿革
- 2011年2月 ネクストの新規事業部門にて暮らしとお金のポータルサイト「MONEYMO（マネモ）」を提供開始
- 2015年7月 ネクストより事業分割にて株式会社Lifull FinTechが設立[1]
- 2016年3月 保険商品比較サイト「Lifull保険[2]」の提供を開始[3][4]
- 2018年11月 会社分割を実施し、保険募集に関する見込み顧客の集客・送客事業（「保険相談ニアエル」の運営）、保険代理店事業、保険に関する情報メディア事業を新設分割により株式会社LHLへ移管[5][6]。
- 2018年12月 株式会社LHLの全株式を日本生命保険へ譲渡[5][6]。
- 2020年7月 登記記録の閉鎖[7]